# Cantó de Montpeller-5

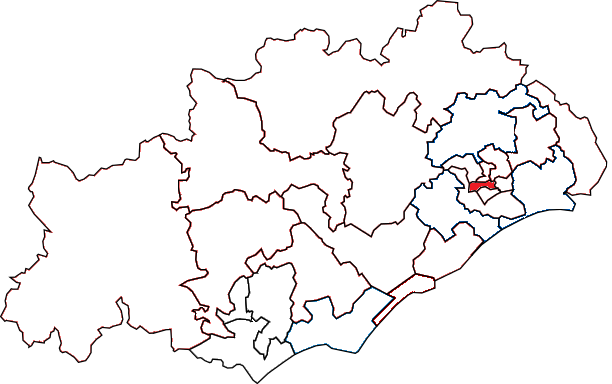
Els cantons de Montpeller

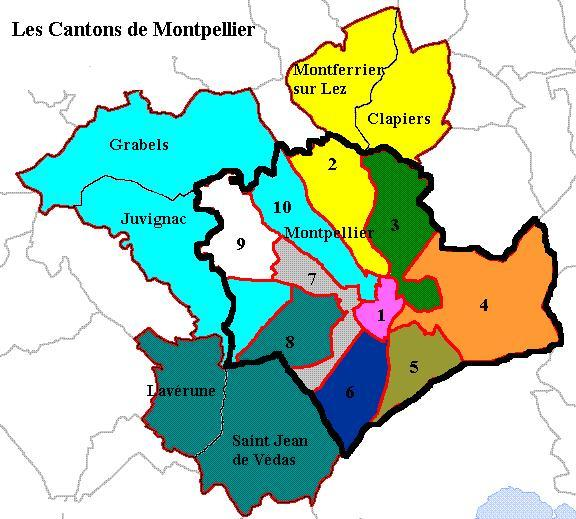
Els cantons de Montpeller

El cantó de Montpellier-5 és un cantó francès del departament de l'Erau, a la regió d'Occitània. Forma part del districte de Montpeller, compta amb una part de la ciutat de Montpeller.